# 원히트 원 에러
원 히트 원 에러(One hit one error)는 야구에서 타자가 안타를 쳤지만 야수가 실책을 기록한 경우이다. 원히트 원 에러가 발생했을 때는 타자가 최소 2루 이상을 진루하는 경우가 많다.

## 특성
원히트 원 에러는 타자에게 안타가 기록되긴 하지만 야수들의 실책까지 같이 기록에 적용된다. 원히트 원 에러가 일어난 경우에는 타자뿐만 아니라 주자까지도 추가 진루하는 경우가 나온다. 실책과의 다른 점으론 실책은 투수에게 자책점이 부여되지 않지만 원히트 원 에러는 투수에게 자책점이 부여되므로 투수의 방어율에 영향을 미친다는 점이다. 원히트 원 에러로 타자가 2루를 진루한 경우에는 타자에게 2루타가 아닌 단타가 주어지며 3루까지 진루한 경우에는 3루타가 아닌 2루타가 주어진다. 또한 원히트 원 에러로 인하여 타자가 홈까지 들어온 경우라면 인사이드 더 파크 홈런이 기록되지 않고 3루타로 기록된다. 이 경우 야구팬들은 박노준 해설위원이 왜곡해 말한 인사이드 더 파크 호텔에서 유래하여 인사이드 더 파크 모텔이라 부른다.

## 같이 보기
- 야구
- 안타
- 실책